# Orde 24/20
L'orde 24/20 (en portuguès: Ordem 24/20) o declaració 24/20 va ser una operació moçambiquesa que permetia als residents portuguesos a abandonar el país després de la independència de Moçambic el 25 de juny del 1975 si així ho desitjaven. El seu creador fou el polític independentista Armando Guebuza, i el nom d'aquesta prové del fet que per aquesta orde els portuguesos tenien només 24 hores per sortir i endur-se tot just 20 kilos d'equipatge. Pancho Guedes (un famós arquitecte moçambiquès) va ser un dels 180.000 portuguesos que va sortir del país, i es va quedar sense diners després d'endur-se només 20 kg d'objectes de valor. Molts portuguesos sentien que no tenen més remei que marxar, ja que no donaven suport al govern marxista. Nogensmenys 20.000 portuguesos van decidir quedar-se i uns d'ells van ser la famosa família Lemos que esdevingué cèlebre pels seus pintors i escriptors.